# 文明 (日本)
文明是日本的年號之一，在應仁之後、長享之前。指的是1469年到1487年這段期間，此時期的天皇是後土御門天皇，期間由後花園上皇實施院政至1471年。室町幕府的將軍是足利義政、足利義尚。

## 改元
- 應仁三年四月二十八日（1469年6月8日），因戰亂而改元。
- 文明十九年七月二十日（1487年8月9日），改元為長享。

## 出典
出自『周易』的「文明以健，中正而應，君子正也」之句。

## 文明年間要事
- 三年7月27日（1471年8月13日）：蓮如在越前建築吉崎御坊。
- 三年9月18日（10月31日）：伯耆守護山名豐之、謀反失敗在伯耆国由良島被殺死。
- 三年 11月 櫻島文明大噴火
- 六年2月16日（1474年3月4日）：一休宗純就任大德寺住持，對應仁之亂後的大德寺復興有所貢獻。
- 九年11月20日（1477年12月25日）：自應仁元年（1467年）以來持續不斷的應仁之亂終告平息。
- 十四年2月4日（1482年2月21日）：足利義政開始建築慈照寺觀音殿（銀閣寺）。

### 出生
- 八年8月28日（1476年8月28日）：狩野元信（畫家，永禄二年過世）。
- 十二年12月15日1481年1月15日）：足利義澄，室町幕府第十一代將軍（永正八年過世）。
- 十六年（1484年）：細川高國（武將，享祿四年過世）。

### 逝世
- 二年12月27日（1470年1月18日）：後花園天皇，第102代天皇（應永二十六年出生）。
- 五年3月18日（1473年4月15日）：守護大名山名宗全（應永十一年年出生）。
- 五年（1473年）：細川勝元（武將，永享二年出生）、伊勢貞親（享年五十四歲）。
- 八年（1476年）：日野勝光（貴族、日野富子之兄，永享元年出生）。
- 十三年4月2日（1481年4月30日）：一条兼良（歌人、古典学者，應永九年出生）。
- 十三年7月26日（1481年8月21日）：朝倉孝景（武將，正長元年出生）。
- 十三年11月27日（1481年12月12日）：一休宗純（臨濟宗的僧人，應永元年出生）。
- 十八年7月26日（1486年8月25日）：太田道灌（武將，永享四年出生）。

## 西元對照表
| 文明 | 元年   | 2年    | 3年    | 4年    | 5年    | 6年    | 7年    | 8年    | 9年    | 10年   |
| ---- | ------ | ------ | ------ | ------ | ------ | ------ | ------ | ------ | ------ | ------ |
| 西元 | 1469年 | 1470年 | 1471年 | 1472年 | 1473年 | 1474年 | 1475年 | 1476年 | 1477年 | 1478年 |
| 干支 |        | 庚寅   | 辛卯   | 壬辰   | 癸巳   | 甲午   | 乙未   | 丙申   | 丁酉   | 戊戌   |
| 文明 | 11年   | 12年   | 13年   | 14年   | 15年   | 16年   | 17年   | 18年   | 19年   |        |
| 西元 | 1479年 | 1480年 | 1481年 | 1482年 | 1483年 | 1484年 | 1485年 | 1486年 | 1487年 |        |
| 干支 | 己亥   | 庚子   |        | 壬寅   | 癸卯   | 甲辰   | 乙巳   | 丙午   | 丁未   |        |

## 關連項目
| 前一年號： 應仁 | 日本年號 | 下一年號： 長享 |